# 245-я истребительная авиационная дивизия
245-я истреби́тельная авиацио́нная Порт-Артурская диви́зия (245-я иад) — соединение Военно-Воздушных сил (ВВС) Вооружённых Сил РККА, принимавшее участие в боевых действиях Советско-японской войны.

## История наименований дивизии
- 245-я истребительная авиационная дивизия;
- 245-я истребительная авиационная Порт-Артурская дивизия;
- 153-я истребительная авиационная Порт-Артурская дивизия;
- 153-я истребительная авиационная Порт-Артурская дивизия ПВО;
- Войсковая часть (Полевая почта) 45066.

## История и боевой путь дивизии
245-я истребительная авиационная дивизия сформирована 3 августа 1942 года на основании Приказа Командующего Забайкальским фронтом на основании Приказа НКО № 00153 от 27 июля 1942 года на базе Управления Военно-воздушных сил 36-й армии.
В период с 9 августа 1945 года 3 сентября 1945 года входила в состав действующей армии и принимала участие в Советско-японской войне. Всем составом сил участвовала в Хингано-Мукденской наступательной операции.

### Боевой состав в Советско-японской войне
В советской-японской войне дивизия участвовала составом 3-х полков:
- 351-й истребительный авиационный полк;
- 718-й истребительный авиационный полк;
- 940-й истребительный авиационный полк.

По окончании войны рассредоточилась на аэродромах в Китае в составе 7-го бомбардировочного авиационного Хинганского корпуса, обеспечивая безопасность воздушных границ Дальнего Востока. Штаб дивизии и полки располагались в городе Далянь в районе нынешнего аэродрома Чжоушуйцзы.  В связи с Директивой генерального штаба № орг/1/120016 от 10 января 1949 года 245-я истребительная авиационная Порт-Артурская дивизия 20 февраля 1949 года была переименована в 153-ю истребительную авиационную Порт-Артурскую дивизию, а корпус переименован в 83-й смешанный авиационный Хинганский корпус.
В январе 1951 года дивизия вышла из состава 83-го смешанного авиационного Хинганского корпуса, вошла в состав 55-го истребительного авиационного корпуса ПВО и перебазировалась на аэродромы Сахалина и переформирована по штатам ПВО, получила наименование 153-я истребительная авиационная Порт-Артурская дивизия ПВО. Полки дивизии также переформированы по штатам ПВО.
В мае 1958 года 153-я истребительная авиационная Порт-Артурская дивизия была расформирована в составе Сахалинской зоны ПВО.

## Командир дивизии
| Звание                | Имя                            | Период               | Примечание |
| --------------------- | ------------------------------ | -------------------- | ---------- |
| Полковник             | Плещенко Григорий Петрович     | 03.08.1942 — 02.1946 |            |
| Полковник             | Семёнов Александр Фёдорович    | 02.1946 — 12.1947    |            |
| Генерал-майор авиации | Михайлов Константин Алексеевич | 12.1954 — 07.1955    |            |

## В составе объединений
| Дата          | Фронт (округ)            | Армия                | Корпус                                  |
| ------------- | ------------------------ | -------------------- | --------------------------------------- |
| 10.08.1942 г. | Забайкальский фронт      | ВВС фронта           |                                         |
| 15.08.1942 г. | Забайкальский фронт      | 12-я воздушная армия |                                         |
| 03.09.1945 г. | Забайкальский фронт      | 12-я воздушная армия |                                         |
| 16.09.1945 г. | Приморский военный округ | 9-я воздушная армия  | 7-й бомбардировочный авиационный корпус |
| 20.02.1949 г. | Приморский военный округ | 54-я воздушная армия | 83-й смешанный авиационный корпус       |
| 01.01.1951 г. | Приморский военный округ | 54-я воздушная армия | 55-й истребительный авиационный корпус  |
| 01.04.1958 г. | Приморский военный округ | 54-я воздушная армия | 55-й истребительный авиационный корпус  |

## Части и отдельные подразделения дивизии
За весь период своего существования боевой состав дивизии претерпевал изменения, в различное время в её состав входили полки:
| Период                        | Части                                 | Примечание                                                     |
| ----------------------------- | ------------------------------------- | -------------------------------------------------------------- |
| 05.08.1942 г. — 30.07.1945 г. | 70-й истребительный авиационный полк  | передан в 247-ю бад как полк сопровождения                     |
| 05.08.1942 г. — 23.05.1958 г  | 718-й истребительный авиационный полк | 23.05.1958 г. расформирован на о. Сахалин                      |
| 05.08.1942 г. — 08.07.1943 г. | 940-й истребительный авиационный полк | передан в 316-ю шад 9-й ВА Дальневосточного фронта             |
| 11.08.1942 г. — 14.02.1950 г. | 351-й истребительный авиационный полк | передан в состав 106-й иад ПВО Шанхайской группы войск         |
| 18.07.1942 г. — 10.02.1944 г  | 56-й истребительный авиационный полк  | передан в состав 194-й иад 13-го иак                           |
| 13.01.1944 г. — 01.08.1944 г  | 355-й истребительный авиационный полк | передан в состав 181-й иад                                     |
| 01.11.1944 г. — 12.12.1950 г  | 940-й истребительный авиационный полк | передан в состав 37-й иад и убыл в КНР                         |
| 01.10.1945 г. — 13.04.1947 г  | 942-й истребительный авиационный полк | расформирован                                                  |
| 12.11.1945 г. — 22.05.1945 г  | 5-й истребительный авиационный полк   | убыл в состав 190-й истребительной авиационной дивизии         |
| 01.01.1951 г. — 01.05.1958 г  | 777-й истребительный авиационный полк | прибыл на замену 940-го иап, передан в Сахалинскую дивизию ПВО |

## Участие в операциях и битвах
- Хингано-Мукденская наступательная операция — с 9 августа 1945 года по 2 сентября 1945 года

## Почётные наименования
245-й истребительной авиационной дивизии 14 сентября 1945 года за отличие в боях и занятие Маньчжурии, Южного Сахалина и островов Сюмусю и Парамушир присвоено почётное наименование «Порт-Артурская»

## Благодарности Верховного Главнокомандующего
Дивизии за овладение всей Маньчжурией, Южным Сахалином и островами Сюмусю и Парамушир из группы Курильских островов, главным городом Маньчжурии Чанчунь и городами Мукден, Цицикар, Жэхэ, Дайрэн, Порт-Артур объявлена благодарность.

## Боевой состав дивизии на 1950 год
- 351-й истребительный авиационный полк (аэродром Далянь, Китай, Ла-11)[4];
- 718-й истребительный авиационный полк  (аэродром Далянь, Китай, Р-63 Кингкобра)[4];
- 940-й истребительный авиационный полк (аэродром Алашанькоу, Китай, Р-63 Кингкобра)[4].

### Изменения в боевом составе
- 351-й истребительный авиационный полк 14.02.1950 г. передан в состав 106-й иад ПВО Шанхайской группы войск[4];
- 940-й истребительный авиационный полк в 1951 году заменён на 777-й истребительный авиационный полк[4].

## Боевой состав дивизии на 1958 год
- 718-й истребительный авиационный полк  (аэродром Хомутово, МиГ-17)
- 777-й истребительный авиационный полк (аэродром Сокол, МиГ-17)

## Статистика боевых действий
Всего за годы Советско-японской войны дивизией:
| Выполнено боевых вылетов | Проведено воздушных боев | Сбито самолётов в воздухе |
| ------------------------ | ------------------------ | ------------------------- |
| 795                      | не было                  | нет                       |

| МиГ-17 | МиГ-15 | МиГ-17 |

## Базирование
| Период               | Аэродромы                 |
| -------------------- | ------------------------- |
| 08.1945 — 15.09.1945 | Чайбалсан, Монголия       |
| 01.10.1945 — 01.1951 | Дальянь, Китай            |
| 01.1951 — 05.1958    | Хомутово, Приморский край |